# Матросово (Ленинградская область)
Матросово (до 1948 — Сомме, фин. Somme) — посёлок при железнодорожной станции в Советском городском поселении Выборгского района Ленинградской области.

## Название
Зимой 1948 года деревне Аласомме было присвоено наименование Матросово, с обоснованием: «в память моряков, похороненных в братской могиле».
Переименование было закреплено указом Президиума ВС РСФСР от 1 октября 1948 года.

## История

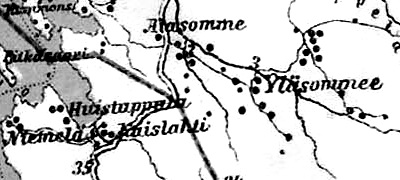
Деревня Сомме (Аласомме) на финской карте 1923 года

До 1939 года деревня Сомме (Аласомме) входила в состав Выборгского сельского округа Выборгской губернии Финляндской республики.
Согласно данным 1966, 1973 и 1990 годов посёлок при станции Матросово входил в состав Соколинского сельсовета.
В 1997 году в посёлке при станции Матросово Соколинской волости проживали 5 человек, в 2002 году — 1 человек (русский).
В 2007 году в посёлке при станции Матросово Советского ГП проживали 13 человек, в 2010 году — 57 человек.

## География
Посёлок при железнодорожной станции расположен в западной части района на автодороге 41А-082 (Зеленогорск — Выборг).
Расстояние до административного центра поселения — 11 км.
В посёлке находится железнодорожная платформа Матросово на 154,3 км линии Зеленогорск — Приморск — Выборг.
Через посёлок протекает река Матросовка.

## Демография
| 2007 | 2010 | 2017 | 2021 |
| ---- | ---- | ---- | ---- |
| 13   | ↗57  | ↗80  | ↗337 |

## Улицы
Береговая, Дачная, Зиминская, Камышовая, Левобережная, Лесная, Малая Лесная, Матросовский проезд, Полевой проезд, Правобережная, Речная, Росистый проезд, Ручейковая, Светлая, Соловьиная, Тихая, Тихий переулок, Удачный проезд, Ясный переулок.